# Hattigny
Hattigny – miejscowość i gmina we Francji, w regionie Grand Est, w departamencie Mozela.
Według danych na rok 1990 gminę zamieszkiwało 187 osób, a gęstość zaludnienia wynosiła 14 osób/km² (wśród 2335 gmin Lotaryngii Hattigny plasuje się na 858. miejscu pod względem liczby ludności, natomiast pod względem powierzchni na miejscu 405.).